# Richard Edgcumbe (Politiker, vor 1570)
Sir Richard Edgcumbe (auch Edgecombe) (* zwischen 1564 und 1570; † 22. oder 23. März 1639) war ein englischer Adliger und Politiker, der sechsmal als Abgeordneter für das House of Commons gewählt wurde.

## Herkunft und Jugend
Richard Edgcumbe entstammte der Familie Edgcumbe. Er war der älteste Sohn von Peter Edgcumbe und dessen Frau Margaret Luttrell. 1585 studierte er am Middle Temple in London.

## Frühe politische Tätigkeit
Bereits bei der Unterhauswahl 1586 wurde der junge Edgcumbe als Abgeordneter des Boroughs Liskeard in Cornwall gewählt, in dem sein Vater das Amt des Stewards bekleidete. Bei der nächsten Wahl 1589 kandidierte Edgcumbe erfolgreich für das Borough Totnes in Devon. Dort hatte sein Vater zwar bereits 1578 seine letzten Rechte an dem Borough verkauft, doch hatte er dort offensichtlich immer noch politischen Einfluss. Bei der Wahl von 1593 wurde Edgcumbe als Abgeordneter für das Borough Grampound in Cornwall gewählt, in dessen Nähe ein Gut der Familie lag. Über seine Tätigkeit im House of Commons ist jedoch fast nichts bekannt.

## Einschränkungen aufgrund der angespannten finanziellen Lage der Familie
Noch zu Lebzeiten seines Vaters investierte der junge Edgcumbe, wie es auch sein Vater tat, in Erzminen in Südwestengland und in die Mines Royal Company. Doch auch seine Investitionen waren nicht erfolgreich, so dass die Familie bis 1602 mit mehr als £ 4400 hoch verschuldet war. Wohl um seine finanzielle Lage zu verbessern, heiratete Edgcumbe deshalb die als unattraktiv beschriebene Anne Carey, die jedoch eine Mitgift von £ 2000 mit in die Ehe brachte. Vermutlich wegen der angespannten finanziellen Situation der Familie kandidierte Edgcumbe auch nicht wieder bei den nächsten Unterhauswahlen. Anlässlich der Krönung von Jakob I. wurde er jedoch am 23. Juli 1603 zum Ritter geschlagen, und ab 1605 bekleidete er verschiedene lokale Ämter in Südwestengland. Nach dem Tod seines Vaters Anfang 1608 wurde er dessen Erbe. Nach dem Tod seiner ersten Frau heiratete er 1608 oder 1609 eine Londoner Kaufmannstochter, dennoch blieb seine finanzielle Situation angespannt. Als der junge Prinz Henry von 1610 bis 1611 das Amt des Sheriffs von Cornwall innehatte, diente er als dessen Under-Sheriff, weshalb er in Cornwall leben musste. Ansonsten lebte er jedoch häufig bei Verwandten in der Nähe von London, offensichtlich um Geld zu sparen. Bis Ende der 1610er Jahre hatte er Rechtsstreitigkeiten mit seinen Gläubigern, so dass er 1613 sogar erwog, seine Besitzungen in Südwestengland zu verpachten und gänzlich zur Familie seiner Frau nach London zu ziehen.

## Erneute politische Betätigung in Cornwall
Seine Pläne, ganz von Südwestengland fortzuziehen, verwarf Edgcumbe jedoch rasch. Stattdessen erneuerte er seine politische Betätigung in Cornwall, als er nach 21 Jahren Abwesenheit vom House of Commons bei der Unterhauswahl 1614 erfolgreich für das Borough Bodmin kandidierte. Dort war sein Schwager Edmund Prideaux Rektor, was möglicherweise seine Kandidatur begünstigte. Über seine Tätigkeit im House of Commons gibt es wieder nur wenig Angaben. Als jedoch 1616 ein Gerücht über bevorstehende Neuwahlen aufkam, versuchte Edgcumbe, sich wieder eine Kandidatur in Totnes zu sichern. Dieses Gerücht erwies sich jedoch als falsch. Edgcumbe hatte nun wieder nach Mount Edgcumbe House in Cornwall gezogen. Seine finanzielle Situation hatte sich weiter gebessert, so dass er 1620 in die New England Company investieren konnte. Dabei wurde er wohl von Sir Ferdinando Gorges, dem Gouverneur der nahe Mount Edgcumbe House gelegenen Festung von Plymouth beeinflusst. Gorges gehörte zu den führenden Mitgliedern der Gesellschaft, und Edgcumbe hatte mehrmals mit ihm in lokalen Belangen zusammengearbeitet. Etliche Jahre später, 1637, erwarb Edgcumbe von Gorges Ansprüche auf etwa 40 km2 Landbesitz im nordamerikanischen Maine, die er jedoch nicht weiter verfolgte.

### Verwicklung in Machtkämpfe in Cornwall
Seit 1617 war Edgcumbe Friedensrichter in Cornwall und Devon, und vor 1623 erhielt er den Rang eines Deputy Lieutenant von Cornwall. Nun galt er als eines der führenden Mitglieder der Gentry von Cornwall, so dass er bei der Unterhauswahl von 1624 erneut erfolgreich als Abgeordneter für Grampound kandidieren konnte. Dabei geriet er jedoch in Konflikt mit dem mächtigen Duke of Buckingham, dessen Kandidat John Mohun ebenfalls als Abgeordneter für Grampound gewählt worden war. Bei der Unterhauswahl 1625 beantragte Edgcumbe nach seinem Wahlsieg am 7. Mai die Erstattung seiner Kosten, doch stattdessen wurde wenig später Sir Samuel Rolle, ein Verwandter von Mohun, als Abgeordneter benannt. Die genauen Umstände dieses offensichtlichen Wahlbetrugs sind jedoch nicht weiter bekannt. Im Januar 1626 war Edgcumbe schwer erkrankt und verlor wenig später dazu sein Amt als Friedensrichter in Devon, da sein dortiger Besitz angeblich zu klein war. 1629 wurde er jedoch wieder als Friedensrichter eingesetzt.

### Konflikte mit John Eliot und anderen
Ende der 1620er Jahres kam es in Cornwall zu einem Konflikt zwischen den Unterstützern von John Mohun und Sir James Bragg, die die Politik des Duke of Buckingham unterstützten, und einer Gruppe um William Coryton und Sir John Eliot, den führenden Gegnern von Buckingham. Edgcumbe unterstützte anscheinend die Gruppe um Mohun, nachdem er sich bei den Wahlen 1628 zum Knight of the Shire nicht gegen Coryton und Eliot durchsetzen konnte. Stattdessen kandidierte Edgcumbe mit Hilfe der mit ihm verwandten Familie Prideaux erfolgreich für das Borough Bossiney. Ob Edgcumbe dabei tatsächlich Mohun und die Politik Buckinghams unterstützte, bleibt offen. Er akzeptierte zwar die Forderungen Buckinghams nach einer allgemeinen Steuer, blieb aber in der von dessen Verwandten und Freunden dominierten Gruppe um Mohun eher ein Außenseiter. Möglicherweise war sein Hauptmotiv die Gegnerschaft zu Eliot, der in Port Eliot unweit von Mount Edgcumbe wohnte. Edgcumbe gehörte einem Ausschuss an, der die Wahl von Eliot überprüfen sollte, doch dabei distanzierte er sich auch von dem Vorgehen Mohuns. Ein Nebeneffekt des Streits um die Gültigkeit der Wahlen von 1628 in Cornwall war, dass auch im Borough Newport die Wahl überprüft und dabei Edgcumbes Sohn Piers als Abgeordneter bestätigt wurde. Danach betätigte sich Edgcumbe politisch nur noch wenig, doch führte er erbitterte Prozesse gegen Eliot, auch als dieser bereits im Tower of London inhaftiert war. Mit Sir Reginald Mohun und anderen Anhängern von John Mohun hatte er jedoch ebenfalls einen Streit um eine Reform der Miliz, weshalb er sich 1630 vor dem Privy Council verantworten musste. Dort konnte er sich allerdings erfolgreich rechtfertigen.

## Letzte Jahre und Tod
In seinen letzten Jahren war Edgcumbe auf die Wahrung seines sozialen Status bedacht. Dazu bemühte er sich weiter, die Verwaltung seiner Besitzungen zu verbessern. Nachdem er die verlustreiche Beteiligung an der Mines Royal Company zunächst seinem Bruder überlassen hatte, beauftragte er 1630 den Londoner Anwalt Christopher Earle mit der Wahrung seiner Ansprüche. 1636 übergab er seinem ältesten Sohn Piers die Anrechte auf den Großteil seiner Besitzungen, 1638 einen kleineren Teil seinem jüngeren Sohn Richard. In seinem Testament vom 29. September 1638 konnte Edgcumbe deshalb nur noch persönliche Dinge regeln, seine Diener bedenken und kleinere Schenkungen zugunsten der Armen machen.
Nach seinem Tod wurde er in der Kirche von Maker beigesetzt. 

## Familie
In erster Ehe hatte Edgcumbe 1602 Anne Carey, eine Tochter von Sir George Carey aus Cockington in Devon geheiratet. Die Ehe blieb kinderlos. Nach ihrem Tod heiratete er 1608 oder 1609 in zweiter Ehe Mary Cotteel, eine Tochter des Londoner Kaufmanns Sir Thomas Coteel. Mit ihr hatte er drei Söhne, darunter:
- Piers Edgcumbe (1610–1667)
- Richard Edgcumbe